# Río Calvache
El río Calvache es un curso de agua del interior de la península ibérica, afluente del Tajo por la izquierda. Discurre por la provincia española de Cuenca.

## Curso
Discurre por la provincia de Cuenca. El río, que nace en el término municipal de Barajas de Melo, fluye en dirección este y, después de pasar justo al sur de la localidad de Barajas de Melo, sigue su curso para terminar desembocando en el Tajo. Aparece descrito en el decimotercer volumen del Diccionario geográfico-estadístico-histórico de España y sus posesiones de Ultramar de Pascual Madoz de la siguiente manera:

DONACE (ant. calbache): r. que nace en la prov. de Cuenca, part. jud. de Tarancon, térm. de Barajas, al E. y como 1/2 leg. bajo un formidable risco; sigue su curso encontrando en el térm. de Lovinillas, donde se confunde con el Tajo por el E. Es de poca agua y salobre; pasa por muy á la orilla de Barajas dejándole al N.: fertiliza gran parte de su hermosa vega, despues de impulsar los artefactos de varios molinos y batanes que hay en aquella; mas á 1 y 1/2 leg. de su nacimiento se hace tan profundo su cáuce, que de nada aprovechan sus aguas por la dificultad de darles salida: tiene un puente de piedra por bajo de Barajas en el camino que guia á Tarancon, y otro de madera en el molino del Salobral: se crian algunos galápagos.
(Madoz, 1847, p. 404)

Las aguas del río, perteneciente a la cuenca hidrográfica del Tajo, acaban vertidas en el océano Atlántico.